# Karel van Provence
Karel van Provence, bijgenaamd de Jonge (845 – klooster Saint-Pierre-les-Nonnains (tegenwoordig Lyon) 24 januari 863) was de jongste zoon van keizer Lotharius I.
Na zijn vaders dood in 855 werd Lotharius' Middenrijk onder zijn zoons verdeeld. Karel kreeg hierbij Provence, evenals gebied in Bourgondië en Arles toegedeeld volgens afspraken gemaakt door de erfgenamen bij het verdrag van Prüm.
Nog minderjarig werd Girard van Roussillon, een aangetrouwde oom, eerst als regent en later als gouverneur aangesteld. In 860 versloeg hij zijn oom Karel de Kale, die het op zijn bezittingen voorzien had.
Nadat Karel in 863 kinderloos was overleden, werden zijn bezittingen tussen zijn broers Lodewijk en Lotharius verdeeld, waarbij Lodewijk het grootste gedeelte kreeg, het zuidelijk gebied tot aan de Rhône, behalve Lyon en Vienne als dank van Lotharius voor zijn steun tegen hun ooms Karel de Kale en Lodewijk de Duitser.

## Voorouders
| Voorouders van Lodewijk II van Italië | Voorouders van Lodewijk II van Italië                             | Voorouders van Lodewijk II van Italië                             | Voorouders van Lodewijk II van Italië                             | Voorouders van Lodewijk II van Italië                             | Voorouders van Lodewijk II van Italië          | Voorouders van Lodewijk II van Italië          | Voorouders van Lodewijk II van Italië          | Voorouders van Lodewijk II van Italië          |
| ------------------------------------- | ----------------------------------------------------------------- | ----------------------------------------------------------------- | ----------------------------------------------------------------- | ----------------------------------------------------------------- | ---------------------------------------------- | ---------------------------------------------- | ---------------------------------------------- | ---------------------------------------------- |
| Overgrootouders                       | Karel de Grote (747-814) ∞ Hildegard (758-783)                    | Karel de Grote (747-814) ∞ Hildegard (758-783)                    | Ingram van de Haspengouw (744-) ∞ Rotrud (-)                      | Ingram van de Haspengouw (744-) ∞ Rotrud (-)                      | ? (–) ∞ ? (-)                                  | ? (–) ∞ ? (-)                                  | ? (–) ∞ ? (-)                                  | ? (–) ∞ ? (-)                                  |
| Grootouders                           | Lodewijk de Vrome (778-840) ∞ Ermengarde van Haspengouw (778-818) | Lodewijk de Vrome (778-840) ∞ Ermengarde van Haspengouw (778-818) | Lodewijk de Vrome (778-840) ∞ Ermengarde van Haspengouw (778-818) | Lodewijk de Vrome (778-840) ∞ Ermengarde van Haspengouw (778-818) | Hugo van Tours (775-837) ∞ Ava van Morvois (-) | Hugo van Tours (775-837) ∞ Ava van Morvois (-) | Hugo van Tours (775-837) ∞ Ava van Morvois (-) | Hugo van Tours (775-837) ∞ Ava van Morvois (-) |
| Ouders                                | Lotharius I (795-855) ∞ Irmgard (805-851)                         | Lotharius I (795-855) ∞ Irmgard (805-851)                         | Lotharius I (795-855) ∞ Irmgard (805-851)                         | Lotharius I (795-855) ∞ Irmgard (805-851)                         | Lotharius I (795-855) ∞ Irmgard (805-851)      | Lotharius I (795-855) ∞ Irmgard (805-851)      | Lotharius I (795-855) ∞ Irmgard (805-851)      | Lotharius I (795-855) ∞ Irmgard (805-851)      |
| Karel van Provence (845-863)          |                                                                   |                                                                   |                                                                   |                                                                   |                                                |                                                |                                                |                                                |